# Philodryas
Philodryas é um gênero de cobras da família Dipsadidae da América do Sul, comumente chamadas de cobras-verdes.

## Descrição
As espécies do gênero caracterizam-se por apresentarem cabeça distinta do resto do corpo com distinto canthus rostralis, olhos grandes e corpo cilíndrico e lateralmente comprimido, cauda longa. A dentição é opistóglifa, capaz de injetar uma peçonha com certo risco aos seres humanos.

## Espécies
São descritas 22 espécies.
- Philodryas aestiva (A.M.C. Duméril, Bibron & A.H.A. Duméril, 1854) – norte da Argentina, Bolívia, sudeste do Brasil, Paraguai, Uruguai
- Philodryas agassizii (Jan, 1863) – nordeste Argentina, sul e sudoeste do Brasil, sul do Paraguai, Uruguai
- Philodryas amaru Zaher et al., 2014 – Equador
- Philodryas argentea (Daudin, 1803) – noroeste da América do Sul
- Philodryas arnaldoi (Amaral, 1932) – sudeste do Brasil
- Philodryas baroni Berg, 1895 – norte da Argentina
- Philodryas boliviana Boulenger, 1896 – Bolívia
- Philodryas carbonelli Roze, 1957 = Philodryas olfersii – sul da Venezuela
- Philodryas chamissonis (Wiegmann, 1834) – Chile
- Philodryas cordata Donnelly & C. Myers, 1991 – Venezuela
- Philodryas georgeboulengeri Grazziotin et al., 2012 – Bolívia, Brasil, Peru
- Philodryas laticeps F. Werner, 1900 – Bolívia, Brasil
- Philodryas livida (Amaral, 1923) – Brasil
- Philodryas mattogrossensis Koslowsky, 1898 – Bolívia, sudoeste do Brasil, Paraguai
- Philodryas nattereri (Cobra-corre-campo) Steindachner, 1870 – centro-oeste do Brasil, Paraguai
- Philodryas olfersii (Lichtenstein, 1823) – Argentina, Bolívia, oeste do Brasil, Paraguai, leste do Peru, Uruguai
- Philodryas oligolepis Gomes, 1921 = Philodryas laticeps – Minas Gerais, Brasil
- Philodryas patagoniensis (Girard, 1857) – Argentina, Bolívia, Brasil
- Philodryas psammophidea Günther, 1872 – Argentina, oeste e sul do Brasil
- Philodryas simonsi Boulenger, 1900 – Equador, Peru
- Philodryas tachymenoides (Schmidt & Walker, 1943) – Chile, Peru
- Philodryas trilineata (Burmeister, 1861) – Argentina
- Philodryas varia (Jan, 1863)[5] – Argentina, Bolívia
- Philodryas viridissima (Linnaeus, 1758) – norte da América do Sul na bacia amazônica e bacia do rio Paraguai.[6]